# 斑条魣
竹針魚（学名：Sphyraena jello），又名斑條魣、針梭、竹梭、巴拉庫答，为金梭魚科魣屬下的一个种。

## 分佈
本魚分布于印度西太平洋區，包括南非、東非、紅海、模里西斯、馬達加斯加、馬爾地夫、巴基斯坦、印度、斯里蘭卡、緬甸、孟加拉、泰國、馬來西亞、中國、台灣、香港、越南、柬埔寨、印尼、新幾內亞、澳洲、斐濟、馬里亞納群島、萬那杜、新喀里多尼亞、帛琉等海域。该物种的模式产地在Vizagapatum。

## 深度
水深20至200公尺。

## 特徵
本魚體延長呈魚雷狀，橫切面幾近圓柱形，側線在第一背鰭前略向上彎曲；第一背鰭起點在胸鰭末端的正上方，在腹鰭起點的後方。鰓蓋具2弱平棘，上頷骨未達眼前緣。背部暗綠色，約有20個淺但直紋到達側線略下方，腹部銀白色。背鰭硬棘6枚；背鰭軟條9枚；臀鰭硬棘2枚；臀鰭軟條7至9枚，體長可達150公分。

## 生態
本魚棲息於潟湖、臨海礁石區或海灣，白天活動，獨居性，屬於洄游性肉食魚類，以魚類、頭足類等為食。

## 經濟利用
為大型食用魚，肉質鮮美，適合各種烹飪方法食用。